# Радомир Савић
Радомир Савић (Илијаш, 15. фебруар 1956) бивши је југословенски и српски фудбалер.

## Спортска каријера

### Клуб
Рођен је 15. фебруара 1956. године у Илијашу, код Сарајева. Фудбал је почео да игра у малом локалном клубу ФК Слога Илијаш. Средином 1970-их година прелази у ФК Сарајево. Савић је играо четири сезоне у „бордо” тиму, наступио на 91 утакмици Прве лиге Југославије и постигао 31 гол.
Савић је у сезони 1980/81. био најбољи стрелац фудбалског првенства Југославије са 21 голом у 33 наступа. Заједно са својим саиграчем Сребренком Репчићем у лето 1979. године, прелази у београдску Црвену звезду.
У Звезди је играо наредних четири и по сезоне, али често није успевао да се избори за место у првом тиму. На 44 наступа за „црвено беле” постигао је 6 лигашких голова. Упркос томе, Савић је био део тима који је освојио титуле првака државе 1980 и 1981. и један куп 1982. године.
У зиму 1983. прешао је у то време друголигаша Спартак из Суботице. Потом је потписао за Будућност из Титограда, са којом је успео да избегне испадање из Прве лиге у сезони 1984/85, постигавши 3 гола на 25 наступа.
Године 1985. одлази у иностранство, придружио се аустријској екипи Волфсбергер, након тога је завршио играчку каријеру.

### Млада репрезентација
Био је члан младе репрезентације Југославије која је 1978. освојила Европско првенство до 21. године победом против некадашње Источне Немачке.

## Успеси
- Црвена звезда
  - Првенство Југославије: 1979/80, 1980/81.
  - Куп Југославије: 1981/82.
- Индивидуални
  - Најбољи стрелац Првенства Југославије: 1977/78.